# Королева сліз
«Королева сліз» (кор.: хангиль: 눈물의 여왕) — південнокорейський телесеріал у жанрі ромкому 2024 року з Кім Су Хьон і Кім Чі Вон у головних ролях. Він виходив на tvN з 9 березня по 28 квітня 2024 року щосуботи та щонеділі о 21:20 (KST). Він також доступний для трансляції на TVING у Південній Кореї та на Netflix у певних регіонах.
Останній епізод «Королева сліз» отримав загальнонаціональний рейтинг 24,850 % і став найпопулярнішим серіалом tvN, обігнавши «Незаплановане кохання». Він також став третім за рейтингом серіалом в історії корейського кабельного телебачення за рейтингом глядацької аудиторії та другим за кількістю глядачів.

## Сюжет
Серіал показує кризу та відродження кохання між Хон Хеін, спадкоємицею чеболів у третьому поколінні Queens Group, і Пек Хюнву, сином фермерів із Йонду-рі, і їхній трирічний шлюб.

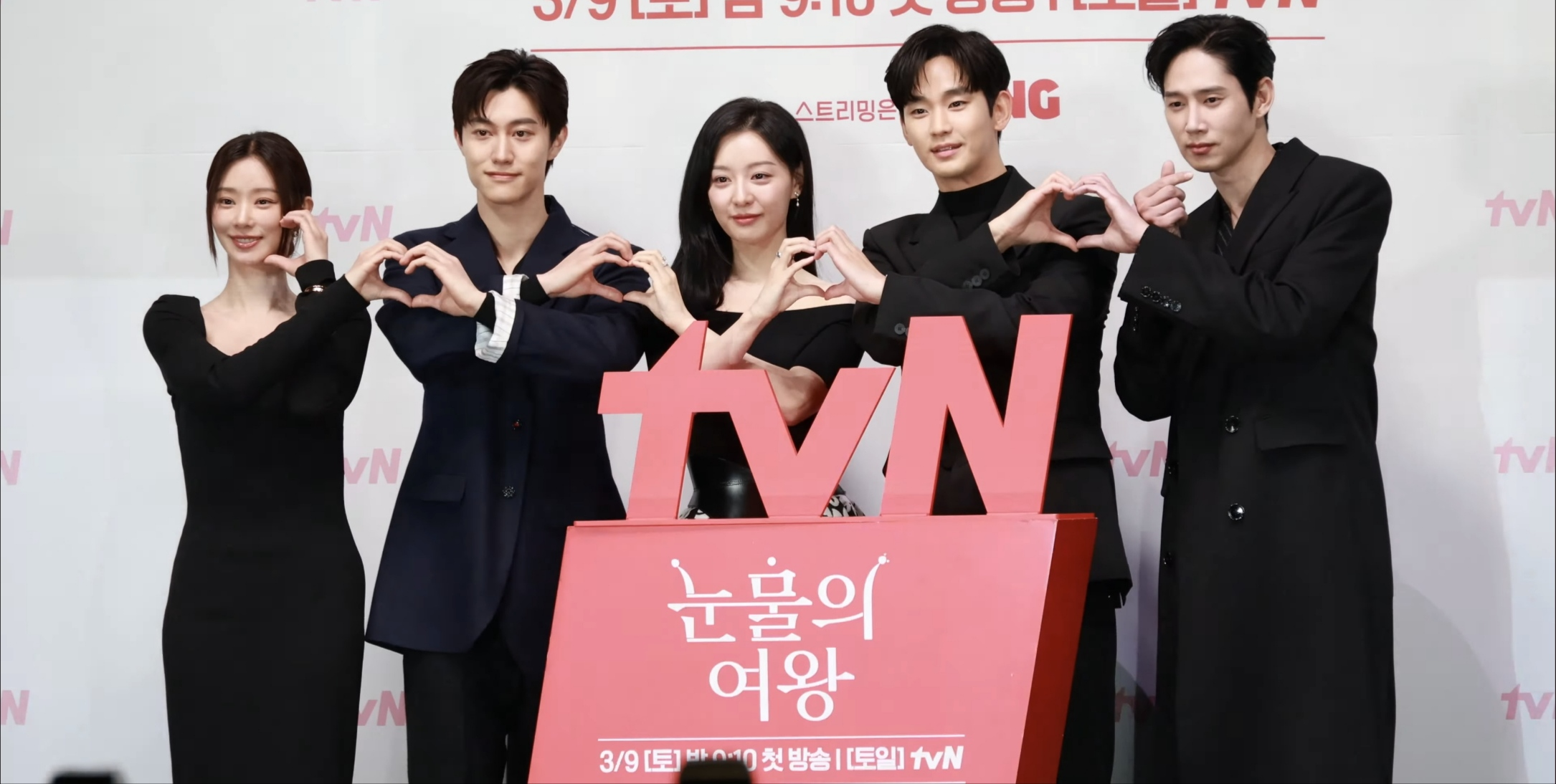
Головні актори серіалу «Королева сліз» на пресконференції 7 березня 2024 року.

## Виробництво
Сценаристка Пак Джіин почала готувати свій новий проєкт під назвою «Королева сліз» приблизно через два роки після закінчення серіалу «Незаплановане кохання» (2019—2020), у якому знімалися Хьон Бін і Сон Є Джін. Повідомлялося, що з Лі Юн Боком, який був режисером таких хітових драм як «Охоронець: Самотній і великий бог» (2016—2017), «Нащадки сонця» (2016), «Містер Саншайн» (2018) і «Милий дім» (2020–тепер), проводилися переговори про приєднання до команди.
Studio Dragon підтвердила, що виробництво «Королева сліз» розпочнеться в першій половині 2023 року, а серіал очікується в другій половині 2023 року. Його співрежисером є Чан Йону, яка працювала над «Незаплановане кохання» (2019—2020) і «Пульгасаль: Безсмертні душі»' (2021—2022), і Кім Хі Вон, яка працювала над «Вінченцо» (2021) і «Малі жінки» (2022). Крім Studio Dragon, спільним виробництвом серіалу займуться Culture Depot і Showrunners.
Перше читання сценарію було проведено 30 березня 2023 року поблизу Сан'амдон, район Мапхо, Сеул.
Спочатку бюджет оцінювали у понад ₩40 млрд (34.97 млн USD). Фінальний бюджет серіалу склав ₩56 млрд (48.95 млн USD), це виходить ₩3.5 млрд (3.06 млн USD) за епізод.
Основні зйомки проводилися з квітня по грудень 2023 року у різних містах Південної Кореї та Німеччини.

## Перегляди
«Королева сліз» посіла сьоме місце в категорії Global Top 10 TV (не англійською мовою) Netflix через два дні після випуску та 3,3 мільйона годин перегляду 1,2 мільйонами глядачів за перший тиждень. Він залишився на графіку другий і третій тиждень відповідно. На четвертому тижні серіал очолив чарт із 41,4 мільйонами годин, які переглянули 4,3 мільйона глядачів і залишався в чарті наступні вісім тижнів. «Королева сліз» зібрала в цілому 373,2 мільйона годин під час трансляції з 9 березня по 28 квітня
| Сезон | Сезон | Номер серії | Номер серії | Номер серії | Номер серії | Номер серії | Номер серії | Номер серії | Номер серії | Номер серії | Номер серії | Номер серії | Номер серії | Номер серії | Номер серії | Номер серії | Номер серії | Номер серії |
| Сезон | Сезон | 1           | 2           | 3           | 4           | 5           | 6           | 7           | 8           | 9           | 10          | 11          | 12          | 13          | 14          | 15          | 16          | 17          |
| ----- | ----- | ----------- | ----------- | ----------- | ----------- | ----------- | ----------- | ----------- | ----------- | ----------- | ----------- | ----------- | ----------- | ----------- | ----------- | ----------- | ----------- | ----------- |
|       | 1     | 1,519       | 2,064       | 2,384       | 3,126       | 2,826       | 3,561       | 3,276       | 4,044       | 4,13        | 4,741       | 4,51        | 5,227       | 5,217       | 5,466       | 5,189       | 6,399       | 3,98        |

| Ep. | Original broadcast date | Average audience share (Nielsen Korea) | Average audience share (Nielsen Korea) |
| Ep. | Original broadcast date | Nationwide                             | Seoul                                  |
| --- | ----------------------- | -------------------------------------- | -------------------------------------- |
| 1 | March 9, 2024           | 5.853% (1st)                           | 6.495% (1st)                           |
| 2 | March 10, 2024          | 8.660 % (1st)                          | 9.822 % (1st)                          |
| 3 | March 16, 2024          | 9.594 % (1st)                          | 11.125 % (1st)                         |
| 4 | March 17, 2024          | 12.985 % (1st)                         | 13.857 % (1st)                         |
| 5 | March 23, 2024          | 10.964 % (1st)                         | 12.197 % (1st)                         |
| 6 | March 24, 2024          | 14.068 % (1st)                         | 15.225 % (1st)                         |
| 7 | March 30, 2024          | 12.833 % (1st)                         | 14.048 % (1st)                         |
| 8 | March 31, 2024          | 16.143 % (1st)                         | 17.886 % (1st)                         |
| 9 | April 6, 2024           | 15.570 % (1st)                         | 17.236 % (1st)                         |
| 10 | April 7, 2024           | 18.952 % (1st)                         | 20.926 % (1st)                         |
| 11 | April 13, 2024          | 16.767 % (1st)                         | 18.509 % (1st)                         |
| 12 | April 14, 2024          | 20.732 % (1st)                         | 23.242 % (1st)                         |
| 13 | April 20, 2024          | 20.179 % (1st)                         | 22.257 % (1st)                         |
| 14 | April 21, 2024          | 21.625 % (1st)                         | 23.925 % (1st)                         |
| 15 | April 27, 2024          | 21.056 % (1st)                         | 23.920 % (1st)                         |
| 16 | April 28, 2024          | 24.850% (1st)                          | 28.381% (1st)                          |
| Average | Average                 | 15.671%                                | 17.441%                                |
| Special | May 4, 2024             | 5.027 % (1st)                          | 5.586 % (1st)                          |
| Special | May 5, 2024             | 3.896 % (1st)                          | 4.070 % (1st)                          |
| - In the table above, the blue numbers represent the lowest ratings and the red numbers represent the highest ratings. - This series aired on a cable channel/pay TV which normally has a relatively smaller audience compared to free-to-air TV/public broadcasters (KBS, SBS, MBC and EBS). |                         |                                        |                                        |